# 아와자역
아와자역(일본어: 阿波座駅, あわざえき)은 오사카부 오사카시 니시구에 있는 철도역이다.

## 배선도

## 이용 가능 철도 노선
- 오사카시 고속 전기궤도
  - ■ 주오 선
  - ■ 센니치마에 선

## 타는 곳

### 주오 선
| 1 | ■ 주오 선 | 혼마치·이코마·갓켄나라토미가오카 방면 |
| 2 | ■ 주오 선 | 벤텐초·오사카코·유메시마 방면         |

### 센니치마에 선
| 1 | ■ 센니치마에 선 | 난바·쓰루하시·미나미타쓰미 방면 |
| 2 | ■ 센니치마에 선 | 노다한신 방면                   |

## 역세권 정보
- 오사카 니시 우체국
- 국도 172호선
- 한신고속 16호선
- 에노코지마
- 아타치보리

## 역사
- 1964년 10월 31일: 주오 선 영업 개시.
- 1969년 4월 16일: 센니치마에 선 영업 개시, 환승역이 됨.

## 인접역
| ■ 오사카 메트로 주오선       | ■ 오사카 메트로 주오선 | ■ 오사카 메트로 주오선             |
| ---------------------------- | ---------------------- | ---------------------------------- |
| C14 구조 유메시마 방면       |                        | 혼마치 C16 나가타 방면             |
| ■ 오사카 메트로 센니치마에선 |                        |                                    |
| S12 다마가와 노다한신 방면   |                        | S14 니시나가호리 미나미타쓰미 방면 |